# سرمایه، جلد ۱

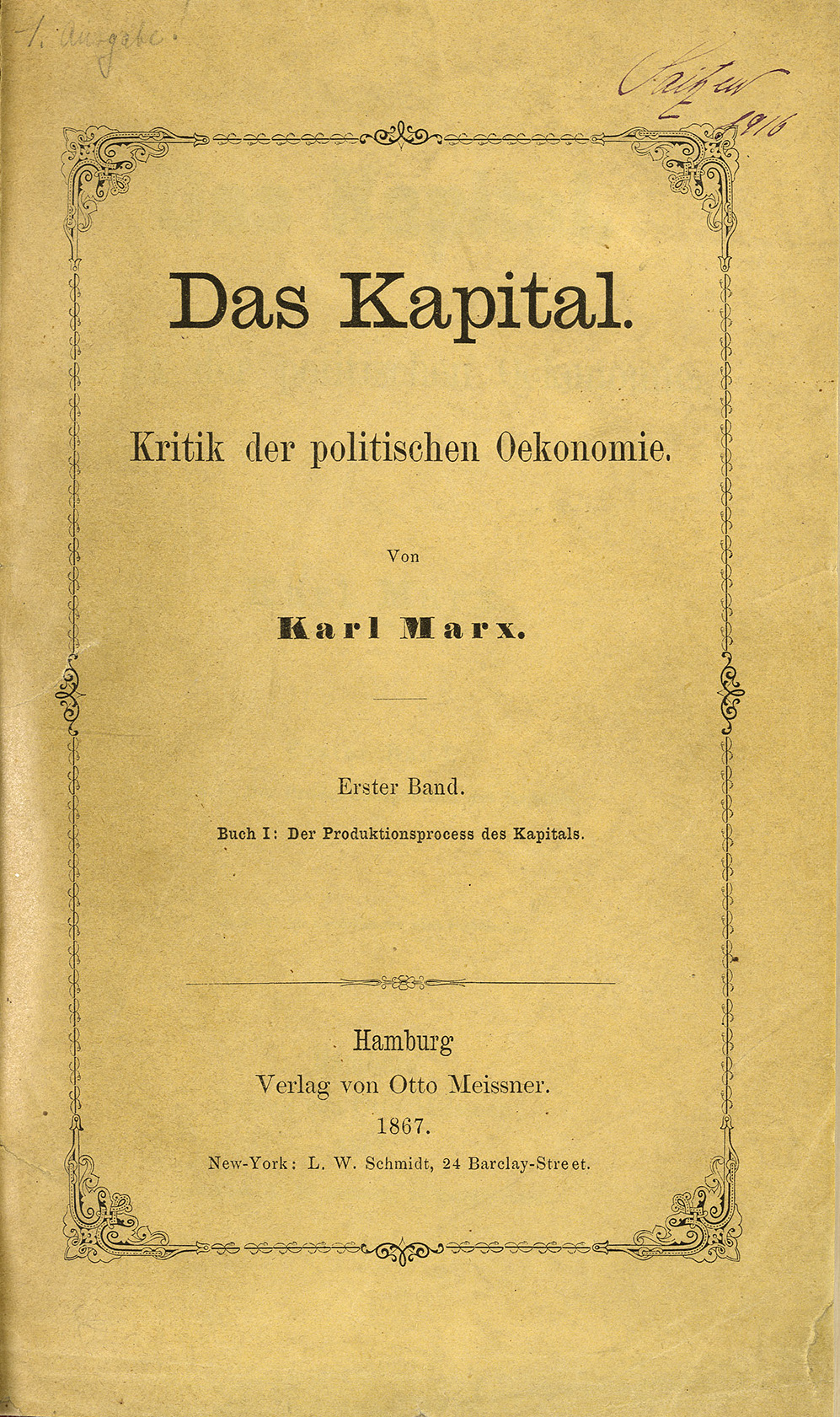
«سرمایه» اثر کارل مارکس در نسخه ۱۸۶۷ از مجموعه سایتزو در کتابخانه مرکزی زوریخ

سرمایه، جلد ۱ (آلمانی: Das Kapital, Buch I: Der Produktionsprocess des Kapitals) با نام کامل سرمایه، جلد ۱: فرایند تولید سرمایه کتابی اقتصادی نوشته فیلسوف و متفکر آلمانی کارل مارکس در سال ۱۸۶۷ است. این جلد تنها بخش از کتاب چند جلدی سرمایه؛ نقادی اقتصاد سیاسی است که در دوران حیات مارکس منتشر شده است. مارکس در این کتاب با تأکید بر فرایندهای تولید و شیوه تولید به نقد نظام سرمایه‌داری می‌پردازد. پس از مرگ مارکس، فردریش انگلس یادداشت‌های او را گردآوری و بسط داد و در قالب سرمایه، جلد ۲ و سرمایه، جلد ۳ آنها را منتشر کرد.
از زمان انتشار کتاب سرمایه، جلد یک آن در کنار کتاب ثروت ملل آدام اسمیت و کتاب نظریه عمومی اشتغال، بهره و پول نوشته جان مینارد کینز بعنوان یکی از بزرگترین آثار تاریخ تفکر اقتصادی مطرح است. این کتاب متن محوری و اصلی اقتصاد مارکسی محسوب می‌شود.

## فهرست مطالب کتاب
1. فصل اول: کالا
2. فصل دوم: فرایند مبادله
3. فصل سوم: پول یا گردش کالاها
4. فصل چهارم: تبدیل پول به سرمایه
5. فصل پنجم: فرایند کار و فرایند ارزش‌افزایی
6. فصل ششم: سرمایهٔ ثابت و سرمایهٔ متغیر
7. فصل هفتم: نرخ ارزش اضافی
8. فصل هشتم: کار روزانه
9. فصل نهم: نرخ و مقدار ارزش اضافی
10. فصل دهم: مفهوم ارزش اضافی نسبی
11. فصل یازدهم: همیاری
12. فصل دوازدهم: تقسیم کار و تولید کارگاهی
13. فصل سیزدهم: ماشین‌آلات و صنعت بزرگ
14. فصل چهاردهم: ارزش اضافی مطلق و نسبی
15. فصل پانزدهم: تغییرات مقدار در قیمت نیروی کار و ارزش اضافی
16. فصل شانزدهم: فرمول‌های متفاوت برای نرخ ارزش اضافی
17. فصل هفدهم: دگرگونی ارزش نیروی کار و قیمت متناسب آن به مزد
18. فصل هجدهم: مزد زمانی
19. فصل نوزدهم: کارمزدی
20. فصل بیستم: اختلاف بین مزد ملت‌های متفاوت
21. فصل بیست‌ویکم: بازتولید ساده
22. فصل بیست‌ودوم: دگرگونی ارزش اضافی به سرمایه
23. فصل بیست‌وسوم: قانون عام انباشت سرمایه
24. فصل بیست‌وچهارم: به اصطلاح انباشت بدوی
25. فصل بیست‌وپنجم: نظریهٔ جدید استعمار

## موضوع کلی جلد اول سرمایه
مارکس در این جلد از کتاب سرمایه، به کالا و پول، تبدیل پول به سرمایه، تولید ارزش اضافی مطلق، تولید ارزش اضافی نسبی، تولید ارزش اضافی مطلق و نسبی، مزدها و فرایند انباشت سرمایه می‌پردازد.

## تاریخچهٔ انتشار
کارل مارکس در زمان حیات خود بر انتشار دو نسخهٔ نخست به زبان آلمانی و همچنین نسخه‌ای فرانسوی از سرمایه نظارت داشت. این نسخهٔ فرانسوی بعدها به منبع مهمی برای تدوین نسخهٔ سوم آلمانی تبدیل شد که پس از مرگ مارکس در سال ۱۸۸۳، توسط فردریش انگلس آماده و منتشر شد.
مجموعهٔ مارکس-انگلس-گزامت‌آوسگابه (MEGA) نسخه‌های انتقادی از چاپ‌های مختلف این اثر را همراه با شروح و یادداشت‌های پژوهشی در بر دارد.
ترجمه‌های متعددی از سرمایه به زبان انگلیسی منتشر شده‌است. میان پژوهشگران دربارهٔ اینکه کدام نسخهٔ آلمانی باید مبنای ترجمه به زبان‌های دیگر قرار گیرد، اختلاف نظر وجود دارد. در سال ۲۰۲۴، انتشارات دانشگاه پرینستون نخستین ترجمهٔ انگلیسی از نسخهٔ دوم آلمانی را منتشر کرد.
مارکس در پی‌نوشت نسخهٔ دوم آلمانی اشاره می‌کند که تفاوت میان نسخه‌های مختلف این اثر، بازتاب‌دهندهٔ بازنگری‌های او بر مطالب منتشرشده، به‌ویژه در نحوهٔ ارائهٔ نظریهٔ ارزش است.
مجموعهٔ MEGA هر چهار نسخهٔ متفاوت از جلد اول سرمایه را به‌طور کامل منتشر کرده‌است.
با وجود تلاش‌های گسترده، مارکس در زمان حیات خود موفق نشد نگارش و انتشار مجلدات بعدی سرمایه را به پایان برساند. پس از درگذشت او، انگلس با استفاده از دست‌نوشته‌های اقتصادی مارکس، جلد دوم را در سال ۱۸۸۵ و جلد سوم را در سال ۱۸۹۴ منتشر کرد و در برخی بخش‌ها نیز آن‌ها را گسترش داد.
پژوهشگران دربارهٔ اینکه کدام‌یک از طرح‌های موجود، برنامهٔ نهایی مارکس برای این اثر بوده‌است، اختلاف نظر دارند. از آنجا که این پروژه هرگز به‌طور کامل به پایان نرسید، جلد اول سرمایه—به‌عنوان بخش اصلی نقد اقتصاد سیاسی—سؤالات علمی بسیاری را بی‌پاسخ گذاشته که همچنان محل بحث میان اقتصاددانان مارکسی است.

## واکنش‌ها و استقبال از کتاب
در سال ۱۸۶۷ که نخستین جلد سرمایه منتشرشده بود، مارکس به‌عنوان رهبر انترناسیونال، چهره‌ای سرشناس بود. گرچه این کتاب برخلاف انتظار مارکس درآغاز چندان توجهی را به خود جلب نکرده بود، اما به‌زودی و به‌ویژه در میان سوسیالیست‌های اروپا خواستار پیدا کرد. در انگلستان، از کتاب سرمایه تنها یک تفسیر انتقادی شد که نویسندۀ آن با تمسخر یادآور گشته بود که «این تحقیق، مسائل مستقیماً اقتصادی را دارای جذابیت ویژه‌ای کرده‌است». اما در خاک اروپا، این کتاب با واکنش دلگرم‌کننده‌تری روبه‌رو شده بود. شماری از دوستان مارکس دربارۀ این اثر بس تبلیغ کرده و برخی از دوستان آلمانی قدیمی او برایش پیام تهنیت فرستاده بودند. به‌ویژه در روسیه، تفسیرهای مساعدی از این کتاب به‌عمل‌ آمده و بیشتر از هر جای دیگری خواستار پیدا کرده بود. این اثر بدون توجه به شایستگی‌های علمی‌اش، ازسوی بیشتر اعضای انترناسیونال خوانده شده بود. این کتاب مانند کتاب‌های پیشین مارکس نبود که حتی در کشورهای آلمانی‌زبان نیز نادیده گرفته شده بودند. نخستین جلد کتاب سرمایه ده سال پس‌ از انتشار، به زبان‌های روسی، فرانسوی، انگلیسی و ایتالیایی برگردانده شده بود. 

## ترجمه‌ها و نسخه‌های مختلف
جلد اول کتاب سرمایه در طول سال‌ها به زبان‌های مختلفی ترجمه و در نسخه‌های گوناگونی منتشر شده‌است. نسخهٔ نخست به زبان آلمانی در سال ۱۸۶۷ با نظارت کارل مارکس منتشر شد. مارکس بعدها نسخهٔ دوم آلمانی (۱۸۷۲) را نیز با بازنگری‌هایی منتشر کرد. پس از آن، نسخهٔ سوم (۱۸۸۳) و چهارم (۱۸۹۰) توسط فردریش انگلس ویرایش و منتشر شدند.
نخستین ترجمهٔ خارجی اثر، ترجمهٔ روسی در سال ۱۸۷۲ بود. با وجود فضای سانسور در امپراتوری روسیه، این ترجمه به‌عنوان یک اثر علمی مورد پذیرش قرار گرفت.
نسخهٔ فرانسوی سرمایه که بین سال‌های ۱۸۷۲ تا ۱۸۷۵ منتشر شد، با نظارت مستقیم مارکس تهیه شد و اهمیت ویژه‌ای برای او داشت.
در سال ۱۸۸۷، نخستین ترجمهٔ انگلیسی کتاب توسط ساموئل مور و ادوارد اولینگ، با نظارت انگلس منتشر شد. این نسخه ترکیبی از نسخهٔ سوم آلمانی و نسخهٔ فرانسوی بود.
ترجمهٔ بن فاوکس که در سال ۱۹۷۶ توسط انتشارات پنگوئن منتشر شد، از مهم‌ترین ترجمه‌های انگلیسی قرن بیستم به‌شمار می‌رود.
در سال ۲۰۲۴، انتشارات دانشگاه پرینستون برای نخستین بار ترجمه‌ای از نسخهٔ دوم آلمانی منتشر کرد.

## نسخه‌ها و چاپ‌های مهم
نسخه‌های مختلفی از جلد اول سرمایه توسط خود مارکس یا انگلس منتشر شده که هرکدام از نظر محتوایی و ویراستاری تفاوت‌هایی دارند.
مجموعهٔ انتقادی مارکس-انگلس-گزامت‌آوسگابه (MEGA) شامل چهار نسخهٔ اصلی جلد اول است:
نسخهٔ اول (۱۸۶۷)
نسخهٔ دوم (۱۸۷۲) – با اصلاحات مهم در ارائهٔ مفاهیم نظری
نسخهٔ سوم (۱۸۸۳) – منتشرشده توسط انگلس، مبتنی بر نسخهٔ فرانسوی
نسخهٔ چهارم (۱۸۹۰) – ویراست نهایی انگلس
مجموعهٔ MEGA همچنین حاشیه‌نویسی‌ها، دست‌نوشته‌ها، و نسخه‌های تطبیقی را نیز برای مطالعهٔ دقیق‌تر در اختیار پژوهشگران قرار می‌دهد.

## تأثیرات و ارجاعات در آثار دیگر
جلد اول سرمایه تأثیر گسترده‌ای بر نظریهٔ اقتصادی، فلسفه، و علوم اجتماعی گذاشته‌ است و در آثار بسیاری از متفکران برجسته بازتاب یافته‌است.
از جمله تأثیرگذارترین آثار می‌توان به موارد زیر اشاره کرد:
خواندن سرمایه اثر لویی آلتوسر و همکارانش (۱۹۶۵) که با نگاهی ساختارگرایانه به تحلیل فلسفی کتاب می‌پردازد.
آثار مایکل هاینریش، به‌ویژه کتاب مقدمه‌ای بر سه جلد سرمایهٔ مارکس، که رویکردی ساختاری و روش‌شناختی به تحلیل سرمایه دارد.
مجموعهٔ MEGA که مرجع اصلی برای بررسی تطبیقی نسخه‌های مختلف و ارجاعات بین‌متنی مارکس به‌شمار می‌رود.
این کتاب همچنین الهام‌بخش اندیشمندانی چون موشه پستون، هری کلیور، دیوید هاروی، مایکل لبوویتز، و ریچارد وولف بوده‌است.

## روش ارائه و سبک نگارش
در میان اقتصاددانان سیاسی مارکسی، درباره‌ٔ روشی که مارکس برای ترتیب‌ دادن مفاهیم اقتصادی در کتابش انتخاب کرده، اختلاف‌نظر وجود دارد. این مسئله یکی از دلایلی بود که باعث شد روند نوشتن و تکمیل این اثر در دوران بزرگسالی مارکس کند پیش برود.
تفسیرهای مختلفی برای درک این روش ارائه شده است-از جمله تفسیرهای منطقی، تاریخی و جامعه‌شناختی-زیرا مارکس هیچ‌گاه روش دیالکتیکی‌اش را به‌طور کامل و شفاف توضیح نداد؛ چرا که نوشتن درباره‌ٔ دیالکتیک برای او اولویت پایین‌تری نسبت به دیگر موضوعات داشت.
از زمان انتشار جلد اول در سال ۱۸۶۷، پژوهشگران دیدگاه‌های متفاوتی درباره‌ٔ هدف و ساختار استدلال طولانی و گاه پیچیده‌ٔ این جلد مطرح کرده‌اند. از جمله اندیشمندانی که در این زمینه نقش مهمی داشته‌اند می‌توان به لویی آلتوسر، هری کلیور، ریچارد وولف، دیوید هاروی، مایکل لبوویتز، موشه پستون، فرد موزلی و مایکل هاینریش اشاره کرد. در جهان عرب نیز متفکرانی مانند صادق جلال العظم، الطیب تزینی و رزگار عکراوی به بررسی و نقد اندیشه‌های مارکس پرداخته‌اند.
طرح‌های مختلفی از سوی مارکس برای پروژه‌ٔ سرمایه ارائه شده‌ است و همین موضوع باعث شده که همچنان میان پژوهشگران مارکسی این بحث وجود داشته باشد که آیا مارکس واقعاً این پروژه را به پایان رسانده یا خیر.